# Elizabeth Riddle Graves
Elizabeth Riddle Graves (23. ledna 1916 v Nashvillu v Tennessee – 6. ledna 1972 v Albuquerque v Novém Mexiku) byla průkopnicí fyziky neutronů a detekce rychlých neutronů.
Během druhé světové války pracovala v metalurgické laboratoři v Chicagu a v laboratoři Los Alamos, kde se po válce stala vedoucí skupiny. Spolupracovala tam na Projektu Manhattan, jehož úkolem byl vývoj atomové bomby. Podílela se na výpočtech spojených s určením proveditelnosti jaderné řetězové reakce, která nakonec vedla k vývoji Chicago Pile-1, prvního jaderného reaktoru na světě. Jejím vedoucím byl nositel Nobelovy ceny Enrico Fermi.

## Život a vzdělání
Elizabeth Riddle se narodila 23. ledna 1916 v Nashvillu v Tennessee Jamesi Marionu Raddleovi z Jižní Karolíny a Georgii Clymetrě Boykin z Arkansasu. Měla dva bratry, Jamese Mariona Raddlea a Johna Burwella Boykina Raddlea. Kolem roku 1921 se Raddleova rodina přestěhovala do Chicaga v Illinois.
Elizabeth nastoupila na Chicagskou univerzitu, kde byla známá jako Diz. V roce 1936 získala bakalářský titul ve fyzice a začala se zajímat o fyziku neutronů, zejména o detekci a měření rychlých neutronů.  Doktorát získala v roce 1940, kdy napsala diplomovou práci na téma Energy Released from Be 9 (d, α) Li 7 and the Production of Li 7 pod vedením Samuela Kinga Allisona.
Tam se seznámila a provdala za Alvina C. Gravese, kolegu fyzika. Alvin zůstal na univerzitě v Chicagu jako výzkumný pracovník a odborný asistent až do roku 1939. Pak dostal práci na Texaské univerzitě v Austinu. Elizabeth měla v té době problém najít si práci kvůli diskriminaci žen a také proto, že během velké hospodářské krize bylo těžké najít si práci.
První dítě se manželům narodilo v roce 1945. Byla to zdravá dcera Marilyn Edith. Pak přišly další dvě děti, Alvina Palmera a Elizabeth Anne.

## Projekt Manhattan

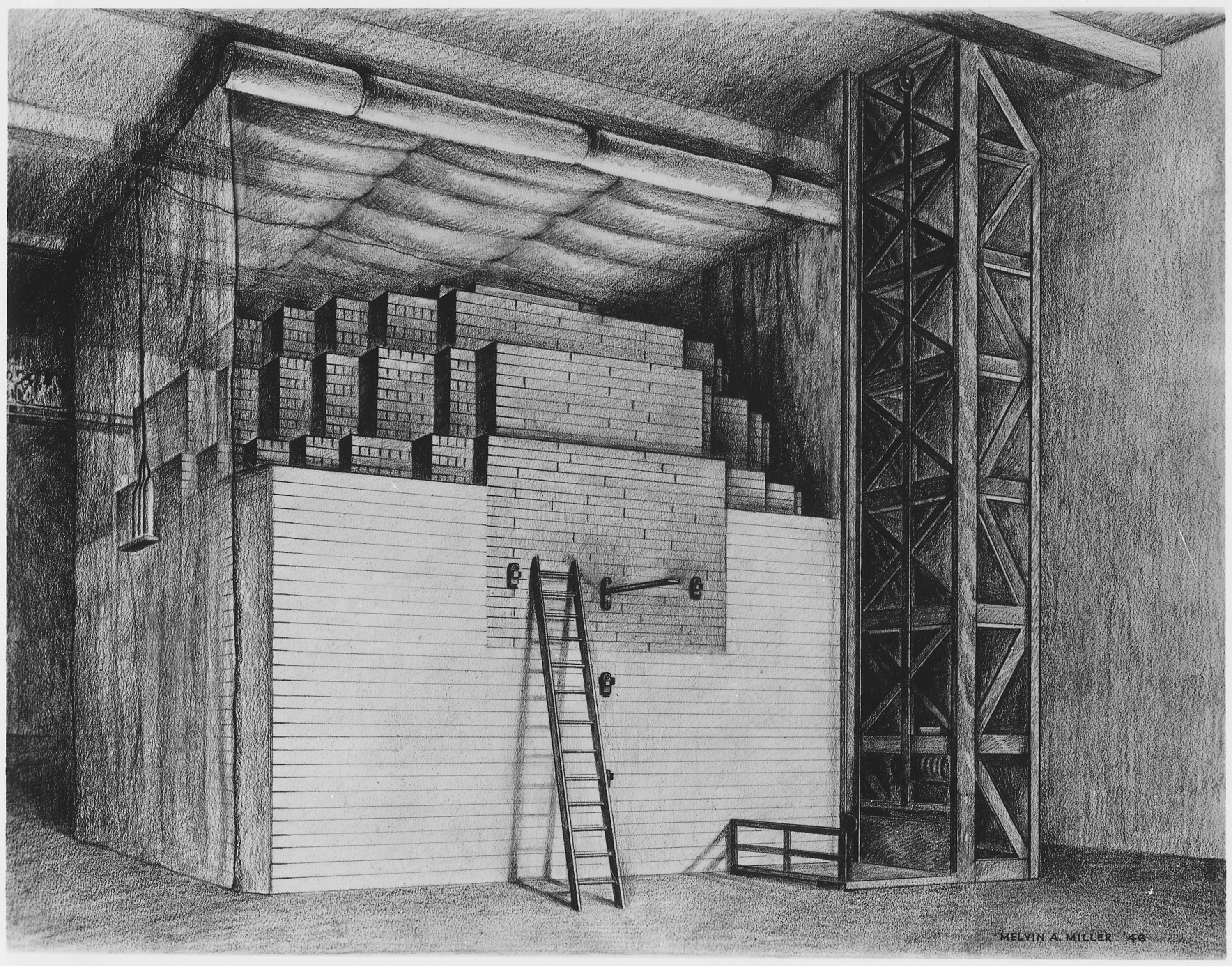
Pile-1 první jaderný reaktor (1942)

V roce 1942 pozval Arthur H. Compton Alvina Gravese zpět na Chicagskou univerzitu, aby se v metalurgické laboratoři připojil k Projektu Manhattan. Elizabeth se zde také podařilo najít práci. Spolupracovala s Enricem Fermim na výpočtech spojených s určením proveditelnosti jaderné řetězové reakce, která nakonec vedla k vývoji Chicago Pile-1, prvního jaderného reaktoru na světě.

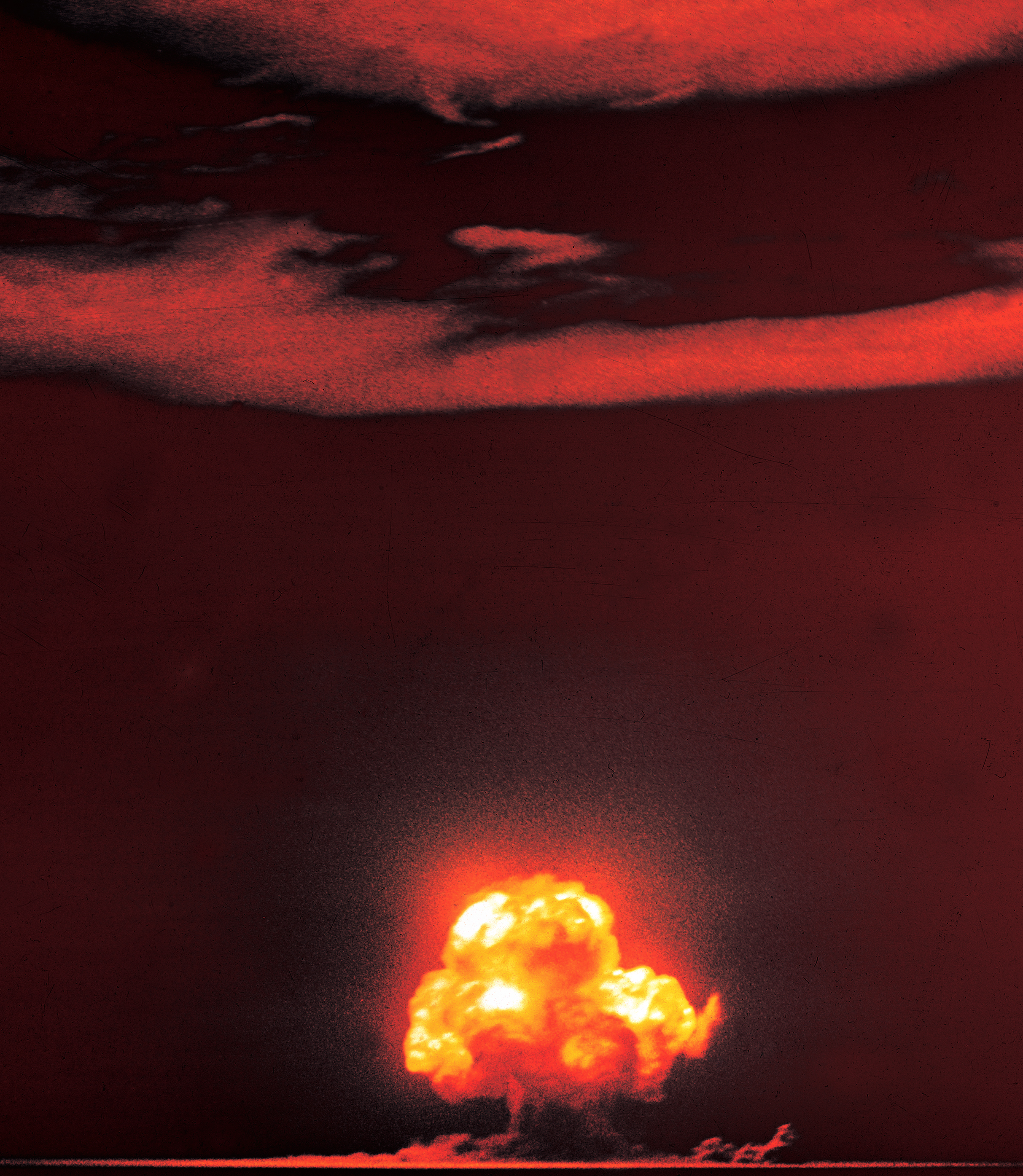
Trinity - první testovací jaderný výbuch (1945)

V roce 1943 manželé přešli do laboratoře v Los Alamos v Novém Mexiku. Elizabeth byla jedním z mála vědců, kteří rozuměli rychlému rozptylu neutronů, jež byl klíčový pro konstrukci jaderných zbraní. Uměla také ovládat Cockcroftův-Waltonův urychlovač, který přivezli z University of Illinois. Elizabeth významně přispěla k projektu, včetně měření průřezů týkajících se jaderných reakcí, měření účinků násobení neutronů v uranu a zkoumání různých vlastností rozptylu neutronů v materiálech, které byly zvažovány pro použití v atomových zbraních. Pracovala také na výběru neutronového reflektoru, který by obklopil jádro atomové bomby.
V době jaderného testu Trinity v roce 1945 byla Elizabeth v sedmém měsíci těhotenství se svým prvním dítětem. Manželé proto požádali, aby měli místo na pozorování co nejdál od výbuchu. Pomocí Geigerových-Müllerových počítačů monitorovali radioaktivní spad při testu. Elizabeth dokončila experiment během porodu.

## Po válce

Mezinárodní symbol pro nebezpečí radiace

Dne 21. května 1946 se stala znepokojivá událost. Elizabethin manžel Alvin Graves byl v místnosti se sedmi dalšími muži, když kanadský fyzik Louis Slotin během rutinního testu uklouzl a naplnil místnost modrým ionizačním zářením. Slotin věděl, že absorboval smrtelnou dávku radiace. Alvin Graves, který stál nejblíž, dostal akutní nemoc z ozáření a byl několik týdnů hospitalizován. Přežil, ale měl chronické neurologické a zrakové problémy. Louis Slotin požádal Elizabeth, aby vypočítala, zda by člověk mohl přežít tuto dávku radiace.
I po válce zůstali manželé v Los Alamos. Elizabeth se v roce 1950 stala vedoucí na oddělení experimentální fyziky a zkoumala interakce neutronů s hmotou. Kolegové ji popisovali jako tvrdě pracující, ale také velmi schopnou pracovnici. Měla konvenční pohled na svět, ale přitom uměla samostatně myslet. Když to považovala za nutné, byla schopna prosadit svůj názor.
6. ledna 1972 zemřela Elizabeth na rakovinu v Albuquerque v Novém Mexiku. Byla pohřbena na hřbitově Guaje Pines v Los Alamos.